# Romain Sola
Pour les articles homonymes, voir Sola.
Pas d'image ? Cliquez ici

a Compétitions nationales et continentales officielles uniquement.

Dernière mise à jour le 19 novembre 2021.
Romain Sola, né le 29 octobre 1987, est un joueur de rugby à XV français. Il évolue au poste de demi d'ouverture au sein de l'effectif du CS Bourgoin-Jallieu (1,80 m pour 80 kg).
Évoluant au Stade toulousain avec un contrat espoir en 2007-2008, il signe son premier contrat professionnel en février 2008 au SU Agen.

## Carrière
- Champion de France de Pro D2 avec SU Agen en 2010.

### En club
- 2007-2008 : Stade toulousain
- 2008-2010 : SU Agen
- 2010-2011 : SC Albi
- 2011-2012 : CS Bourgoin-Jallieu
- 2012-2015 : CA Brive
- 2015-2021 : Provence rugby
- Depuis 2021 : CS Bourgoin-Jallieu

## Palmarès
- Champion de France Alamercery en 2002